# Alois Rummel
Alois Rummel (* 6. Juni 1922 in Stuttgart; † 8. September 2013 in Bad Godesberg) war ein deutscher Journalist und Publizist und von 1979 bis 1985 Chefredakteur des Rheinischen Merkur.

## Leben
Alois Rummel studierte Germanistik, Kunstgeschichte, Philosophie und Theologie in Heidelberg, Freiburg und Tübingen. Dort wurde er 1951 an der philosophischen Fakultät mit der Arbeit Manieristische Dichtung im dreizehnten und neunzehnten Jahrhundert (Ein Vergleich dargestellt an Frauenlob und Rilke) an der Eberhard-Karls-Universität Tübingen promoviert. Er war seit seiner Studentenzeit ein sehr aktives Mitglied der KStV Alamannia Tübingen im KV, später wurde er auch noch Ehrenphilister des KStV Arminia Bonn. Rummel stellte sein Wissen und Können häufig dem KV Verfügung und publizierte in den Akademischen Monatsblättern.
Nach einem Volontariat und einer Tätigkeit als politischer Redakteur beim "Schwäbischen Tagblatt" in Tübingen wechselte er zum Südwestfunk. Dort hatte er zunächst die Leitung der landespolitischen Redaktion in Stuttgart inne. Ab 1962 war er Korrespondent in der Bundeshauptstadt und Leiter der politischen Redaktion in Bonn. Von 1977 bis 1980 war er Hörfunk-Programmdirektor des SWF. 1979 wurde er Nachfolger von Herwig Gückelhorn als Chefredakteur des Rheinischen Merkur (bis 1985). Seit 1987 war er als Chefredakteur der "Deutschen Kulturredaktion Bonn" tätig.
Von 1990 bis 1994 war er ehrenamtlicher Vorsitzender des Katholischen Pressebundes.
1992 gründete Alois Rummel, heutiger Ehrenpräsident, die "Europäische Föderalismusakademie Bonn e. V. (EFB)", die sich mit dem Föderalismus als große rechts- und kulturstiftende Errungenschaft der deutschen Geschichte beschäftigt.

## Zitate
- "Wer keinen Gedanken hat und ihn dennoch niederschreibt, ist ein Journalist." (Alois Rummel)

## Schriften
- Die Große Koalition 1966-1969. Eine kritische Bestandsaufnahme, Eurobuch Freudenstadt 1969
- wer uns regiert, Eurobuch Freudenstadt 1969
- 20 Jahre Bundesrepublik Deutschland (2 Sprechplatten), Ariola-Eurodisc 1969
- Der Bundestagspräsident. Amt, Funktionen, Personen, Verlag Bonn Aktuell Stuttgart 1974, ISBN 3-87959-016-8 (1987: 9. Auflage)
- Soll Rundfunk erziehen? Verlag Bonn Aktuell Stuttgart 1980, ISBN 3-87959-145-8.
- Die Medienwelt bewegt sich doch – ein Angebot für den mündigen Bürger, Hase & Koehler Mainz 1987, ISBN 3-7758-1145-1  (2005: 8. Auflage)